# Hesco bastion

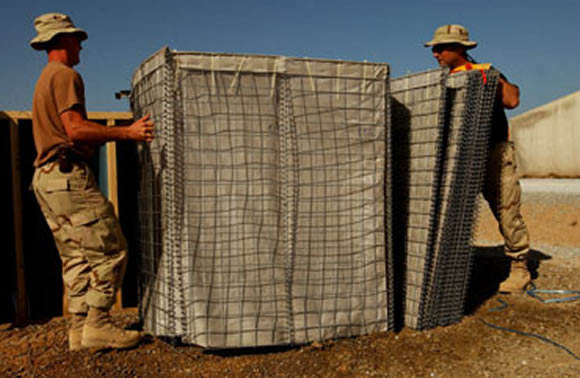
Soldats montant un HESCO bastion.

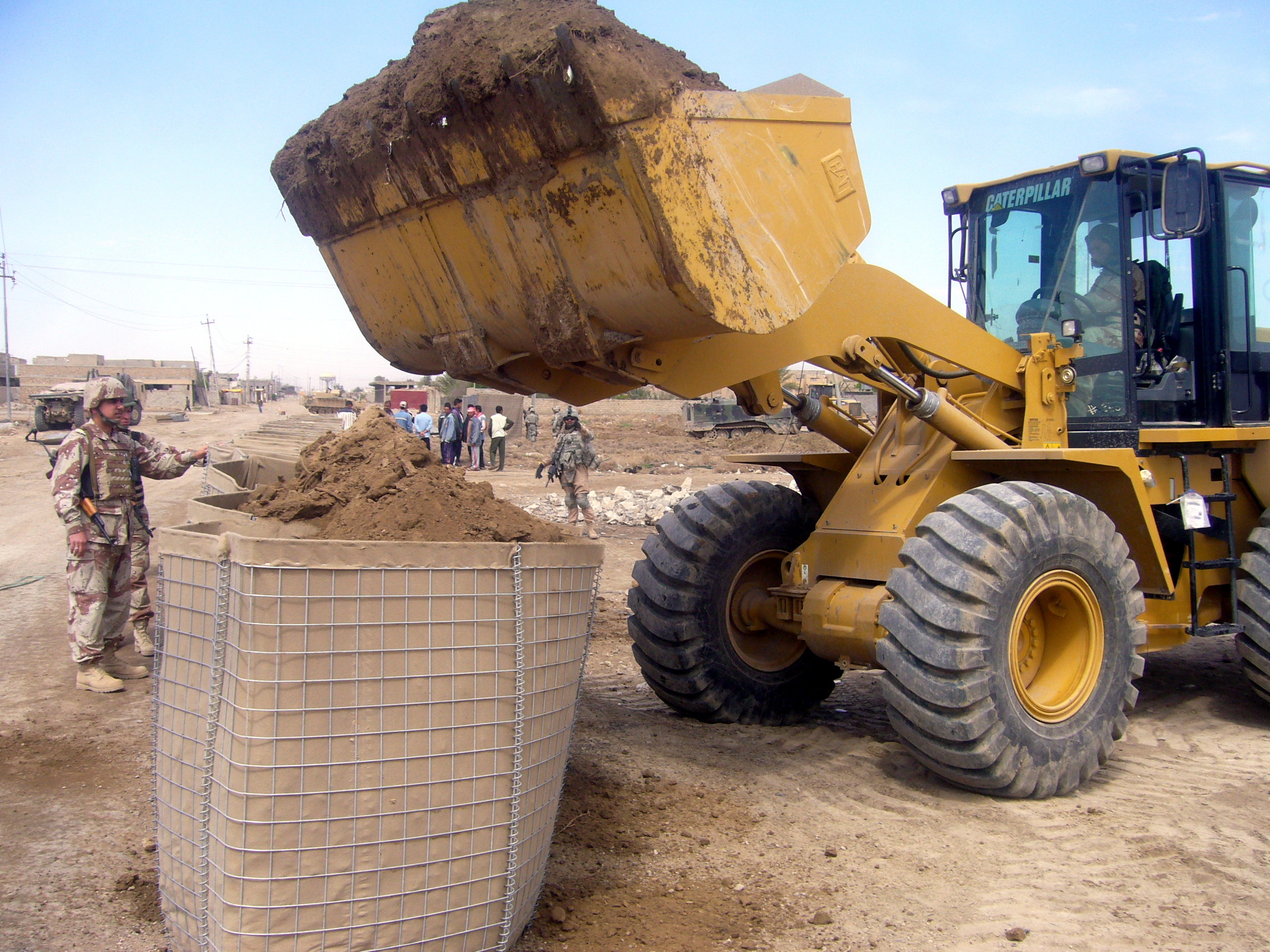
Remplissage de Hesco bastions

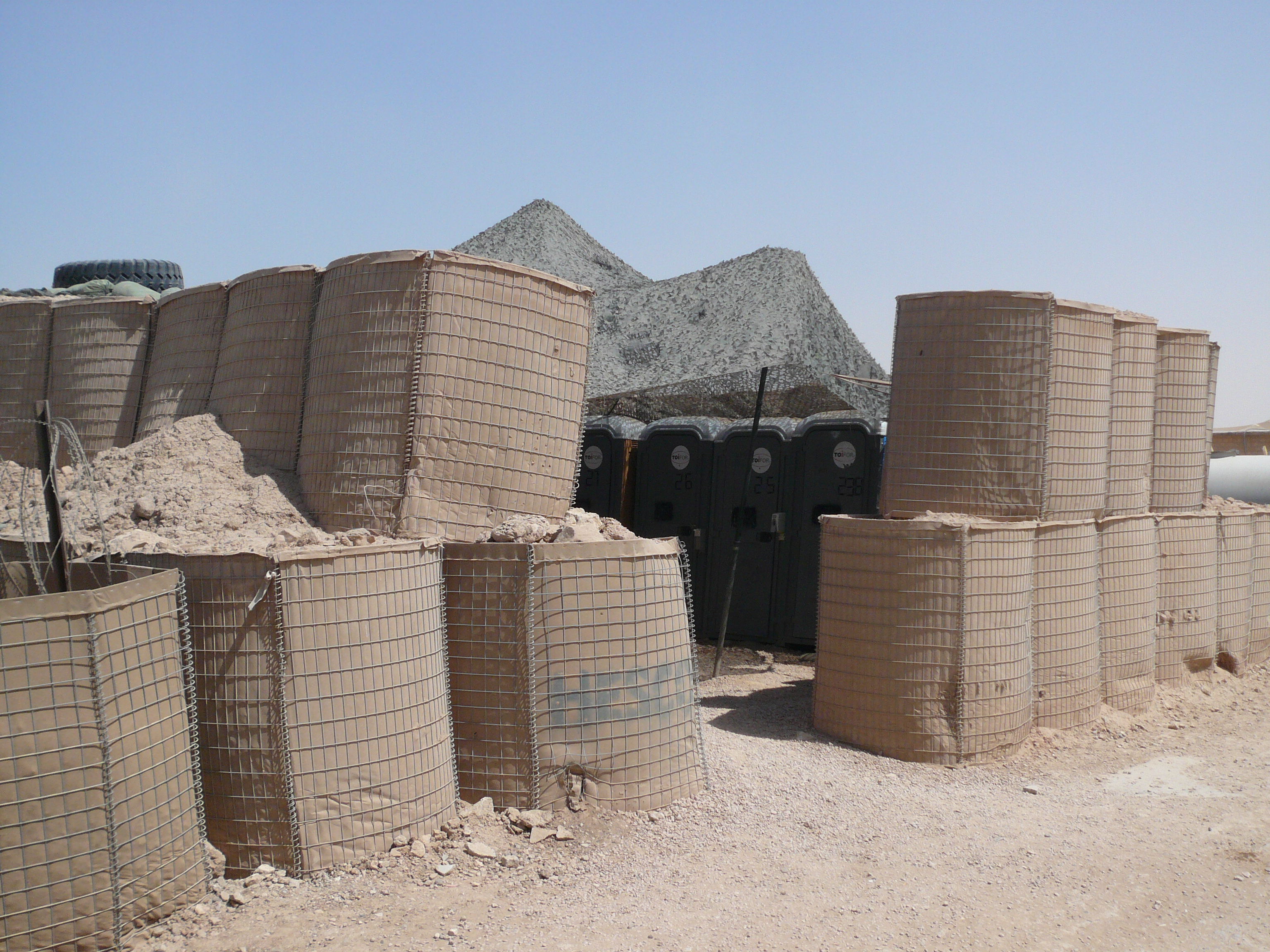
Hesco bastions protégeant des toilettes de campagne en Irak.

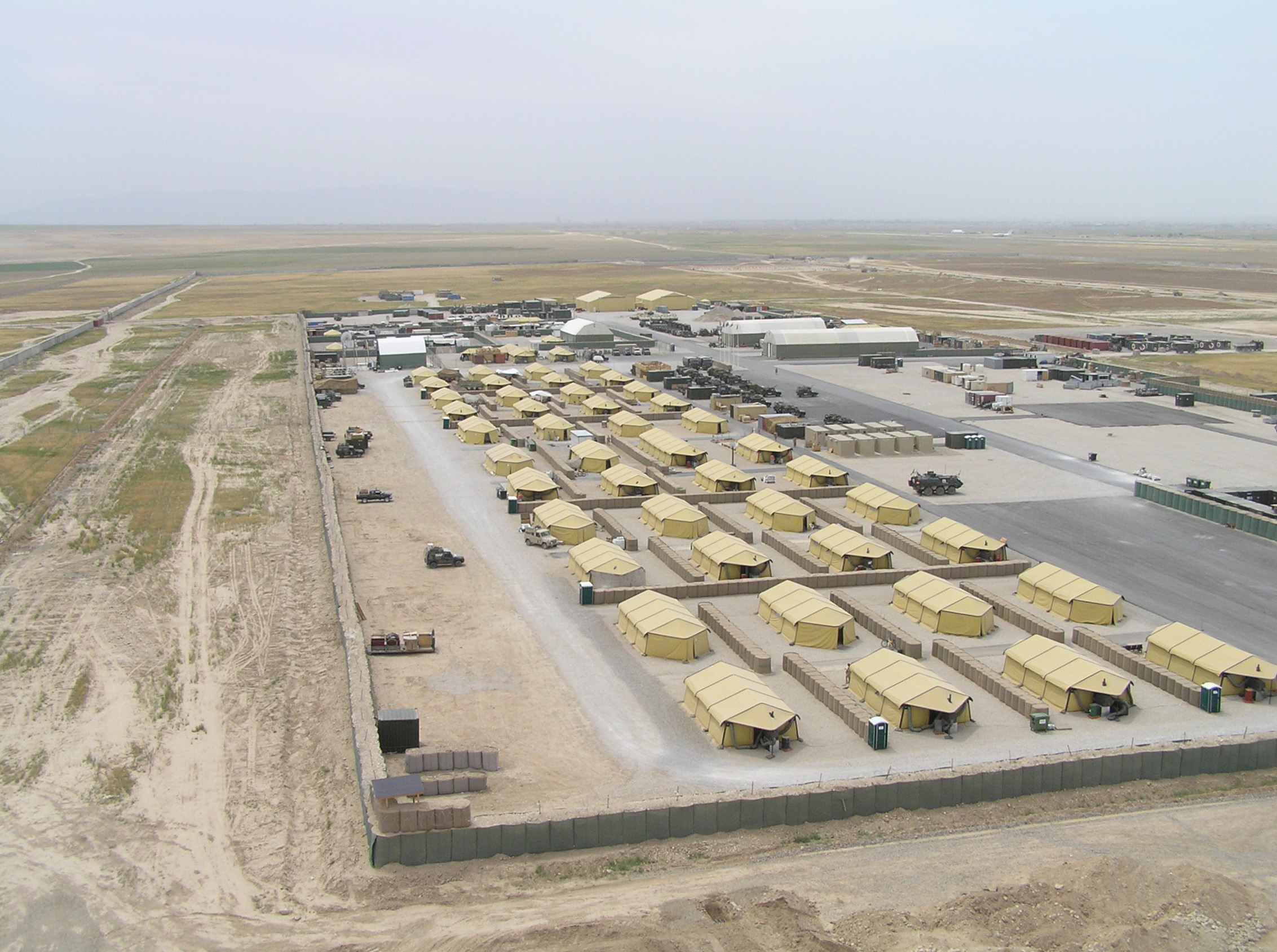
Base de l'OTAN en Afghanistan.

Hesco bastion désigne à la fois un gabion moderne utilisé dans la lutte contre les inondations et comme fortification militaire et le nom de la société britannique qui a développé ce gabion. Il est composé d'un conteneur en treillis métallique repliable et doublé d'une toile lourde et résistante. Il est utilisé comme digue temporaire à semi-permanente ou comme barrière contre le souffle des explosions ou le tir d'armes légères. Dispositif l'un des moins vantés de l'économie de guerre, il est utilisé sur presque toutes les bases militaires américaines en Irak ainsi que sur les bases de l'OTAN en Afghanistan.
À l'origine conçu pour être utilisé sur les plages et dans les marais pour lutter contre l'érosion et les inondations, le Hesco bastion est rapidement devenu un dispositif de sécurité populaire dans les années 1990 et continue à être utilisé comme tel. Il a été utilisé en 2005 pour renforcer les digues de La Nouvelle-Orléans dans les quelques jours qui ont séparé les ouragans Katrina et Rita. Lors des inondations du Midwest de juin 2008, 8 km de Hesco bastions ont été expédiés dans l'Iowa. Fin mars 2009, 10,5 km ont été livrés à Fargo, au Dakota du Nord pour combattre les inondations.
Plus précisément, la marque du gabion est « Concertainer », « HESCO Bastion » étant la société britannique qui le produit mais la barrière elle-même est très généralement appelée « Hesco bastion » ou plus simplement « Hesco ».
L'inventeur en était Jimi Heselden, ancien mineur et autodidacte, repreneur de la marque Segway et décédé le 26 septembre 2010. 